# Tre camerati (film)
Tre camerati (Three Comrades) è un film del 1938, diretto da Frank Borzage, tratto dall'omonimo romanzo di Erich Maria Remarque che era stato pubblicato in Svizzera nel 1937 con il titolo originale Drei Kameraden.

## Trama
Difficile è la vita del primo dopoguerra in Germania, paese sconfitto, gravato da pesanti ripercussioni economiche e morali, quando i tre amici e commilitoni Erich, Otto e Gottfried cercano con difficoltà e in ristrettezze di reinstaurare la loro vita civile gestendo assieme un'autofficina. Reduci tutti e tre dal servizio nell'aviazione, sono provetti meccanici e riescono ad assemblare un'autovettura dotata di elevata performatività – e che suscita l'ammirazione di diversi appassionati di automobili, che vorrebbero comperarla incontrando costantemente il diniego da parte dei tre, fortemente legati al loro prototipo -, auto battezzata "Baby" (come l'aereo di Erich durante la guerra), che in seguito adibiscono a taxi.
Anche per i civili rimasti in patria durante l'avventura bellica la quotidianità è stata e continua ad essere caratterizzata da privazioni non solo materiali, ma che affliggono anche il sentire psicologico personale di ognuno, lasciando ciascuno nella disillusione e disperazione riguardo al loro possibile futuro: fra di essi vi è la giovane Patricia Hollmann, ironicamente figlia di un genitore tedesco e di uno inglese – ovvero, fino a poc'anzi, nemico. L'incontro fortuito di Patricia con i tre camerati, però, riesce a dare qualche barlume di speranza a tutti.
Ne nasce una relazione amorosa fra Patricia e Erich, nonché un sodalizio fra tutti e quattro, decisi a riaquistare insieme dignità e positività. Ma Patricia ha anche un ulteriore problema: la sua salute cagionevole, verosimilmente dovuta a tubercolosi, la porta in un sanatorio. I tre compagni sono ormai ridotti a due (dopo che Gottfried viene ucciso in uno dei torbidi che caratterizzano l'epoca) quando Patricia si sottopone ad un delicato intervento chirurgico, che potrebbe salvarle la vita, e per sostenere l'alto costo del quale Erich e Otto vendono infine "Baby". Nonostante questo, Patricia, dopo l'operazione, muore. Otto ed Erich, per quanto afflitti, e nonostante la perdita, non abbandonano la loro intenzione – originata innanzitutto dalla defunta Patricia - di volgere la loro vita in positivo, e partono per il Sudamerica, in cerca di una nuova possibile fortuna (o di un nuovo fallimento).  

## Produzione
L’Hollywood Reporter del 10 luglio 1936 uscì con la notizia che la MGM aveva comperato i diritti del nuovo romanzo di Erich Maria Remarque cui si dava il titolo di Comrades. Nel luglio del 1937, ovvero l'anno seguente, si annunciava che il film avrebbe avuto come protagonisti Robert Taylor, Joan Crawford e James Stewart (Taylor sarebbe rimasto nel cast, mentre gli altri due attori sarebbero stati sostituiti da Margaret Sullavan e Franchot Tone).
Le riprese del film, prodotto dalla Metro-Goldwyn-Mayer (MGM), controllata dalla Loew's Incorporated (A Frank Borzage Production), iniziarono il 4 febbraio e finirono il 2 aprile 1938.

## Distribuzione
Il copyright del film, richiesto dalla Loew's Inc., fu registrato il 26 maggio 1938 con il numero LP8065.

### Riconoscimenti
Nel 1938 il National Board of Review of Motion Pictures l'ha inserito nella lista dei dieci migliori film dell'anno.